# Цена

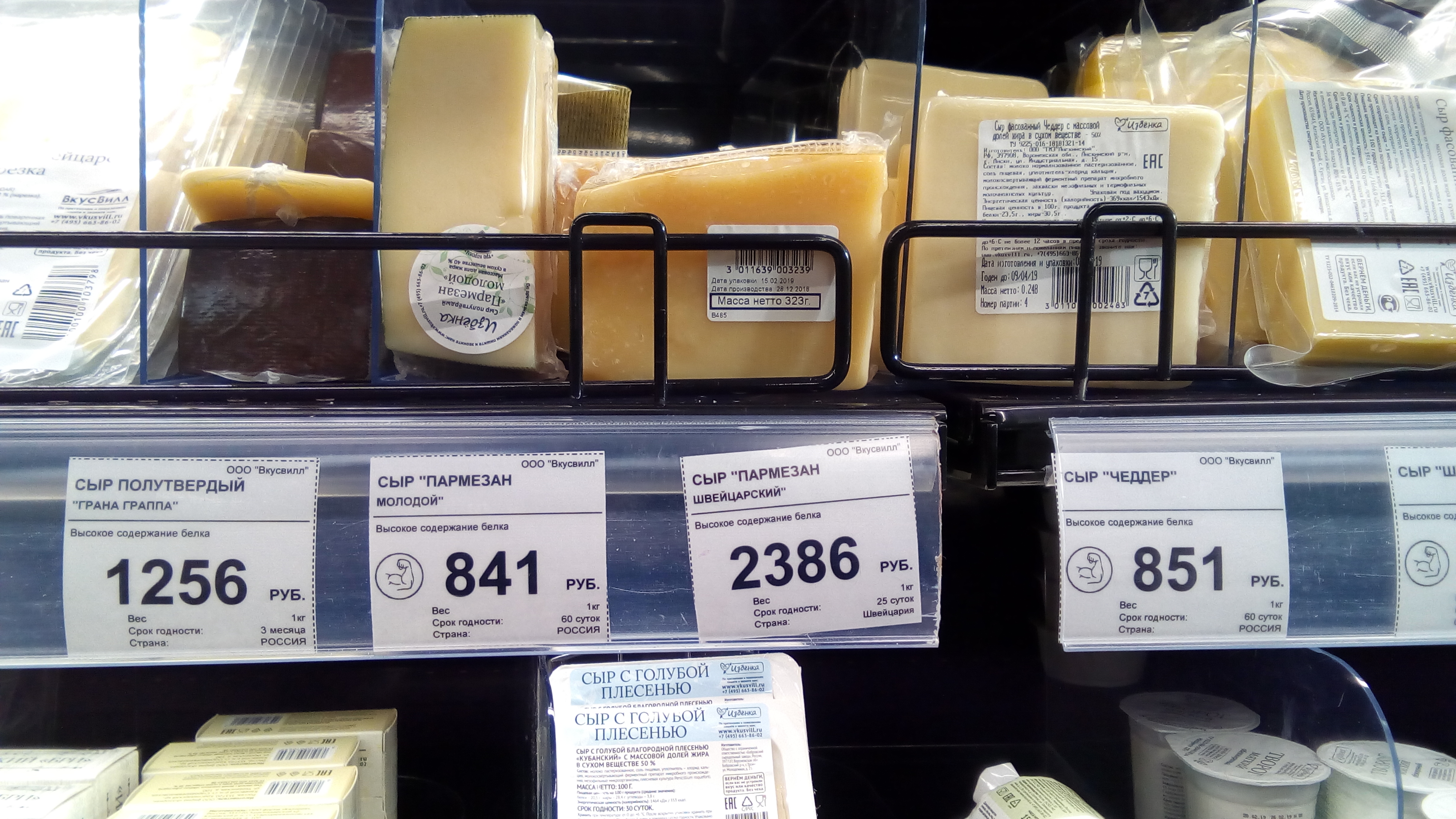
Ценники на сыры в магазине «ВкусВилл» в Москве, 2019 год

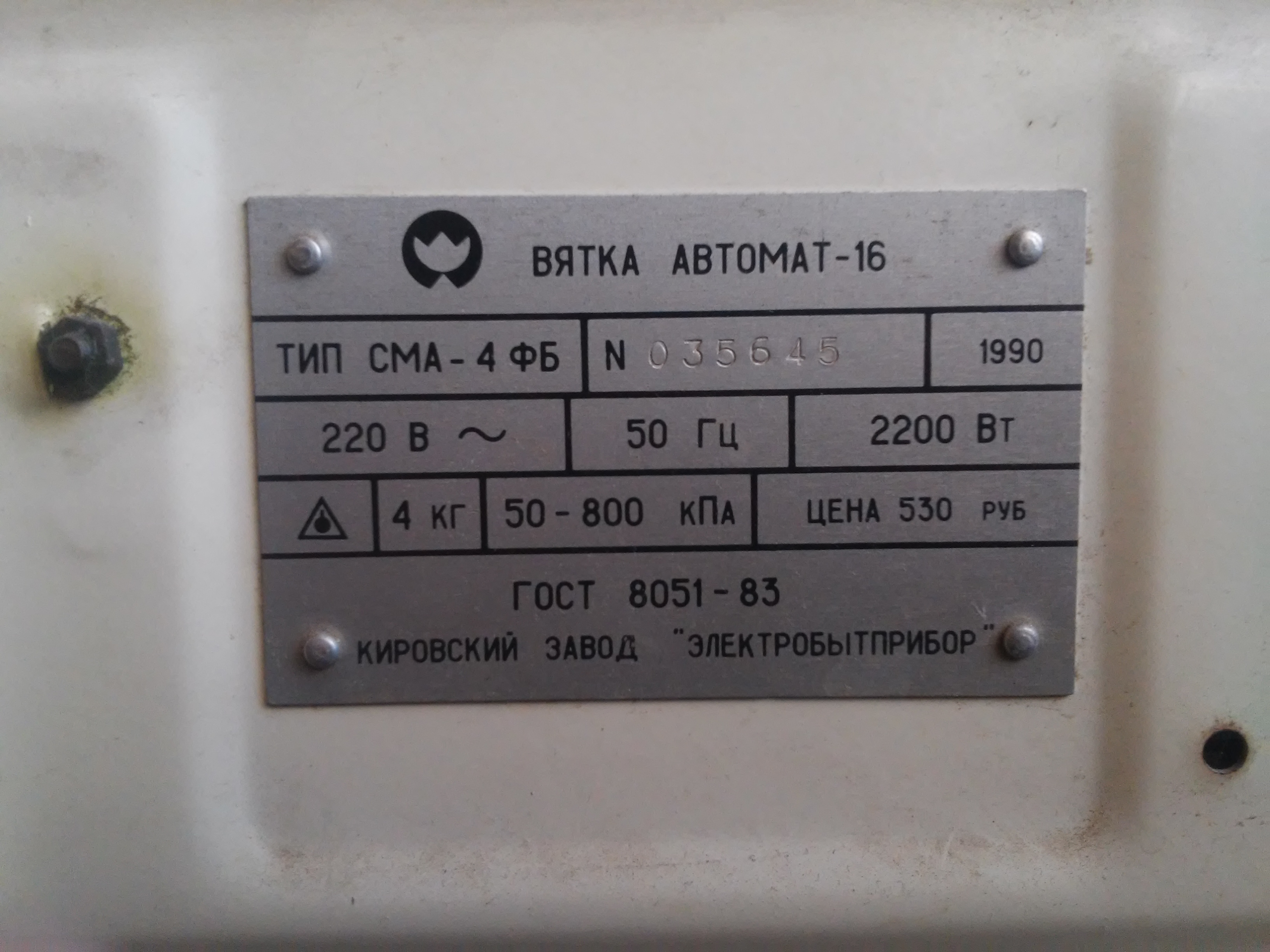
Заводская табличка стиральной машины «Вятка-автомат», 1990 год. В связи с государственным регулированием цен в СССР на ней обозначена и цена.

Цена́ — количество денег, в обмен на которые продавец готов передать (продать) единицу товара. По сути, цена является коэффициентом обмена конкретного товара на деньги. Понятие цены — фундаментальная экономическая категория.
Термины цена и стоимость в повседневной речи часто является синонимами, могут взаимно заменять друг друга. Например, вопрос «сколько сто́ят спички?» эквивалентен вопросу «какова цена спичек?» Но в бухгалтерском и статистическом учёте цена имеет отношение к единице товара, а стоимость — к суммарным затратам на приобретение или изготовление.
Трудовая теория стоимости трактует цену как форму проявления величины стоимости в процессе обмена, при том, что сама стоимость формируется в процессе производства затратами необходимого для этого труда. Поэтому цена считается денежным выражением величины стоимости.

## Философские концепции цены
У Аристотеля два понятия цены: цена — категория обмена, которая служит обращению излишков (всё, что не является необходимым для существования и воспроизводства человека). С другой стороны — выражение неистинного богатства.
У Фомы Аквинского «справедливая цена» — цена, которая позволяет возместить затраты; с другой стороны, он говорит о том, что цена должна дифференцироваться в зависимости от того, насколько покупатель приближен к Богу: то есть когда покупателем является представитель церковного сословия цена должна быть ниже, чем для покупателя-крестьянина.

## Политэкономические концепции цены
Адам Смит и последовавшая классическая политэкономическая школа (Давид Рикардо, Карл Маркс) рассматривали противоречивую двойственную природу цены: с одной стороны цена — денежное выражение объективной стоимости, величина которой зависит от затрат рабочего времени (труда); с другой стороны — цена зависит от субъективных оценок потребностей, что приводит к изменениям размера спроса и предложения. Наиболее чётко его сформулировал Давид Рикардо: 

Но если мы принимаем труд за основу стоимости товаров, то из этого ещё не следует, что мы отрицаем случайные и временные отклонения действительной или рыночной цены товаров от их первичной и естественной цены.— Д. Рикардо. Начала политической экономии и налогообложения. ГЛАВА IV О естественной и рыночной цене.
Маркс в основном исследовал объективные факторы, влияющие на стоимость — «общественно-необходимые затраты труда», а также внутри- и межотраслевую конкуренцию. Его теория прибавочной стоимости объясняет возможность получения прибыли при сохранении принципа стоимостной эквивалентности и добровольности на всех этапах производства и обмена товаров. Это позволило глубже понять объективную сторону цены.
Жан Батист Сэй, развивая идеи А. Смита, делал акцент на полезности товара и спросе, а не на затратах и предложении. Он считал цену субъективной оценкой полезности блага. Цена — это «жертва» со стороны покупателя, денежное выражение альтернативной стоимости («субъективная стоимость»).
Австрийская школа отказалась от объективной концепции стоимости и сконцентрировалась на субъективных предпочтениях, которые находят своё отражение в ценах (теория предельной полезности). В рамках этих взглядов цена не является денежным отражением стоимости, она отражает баланс субъективных оценок продавцом и покупателем предельной полезности товара.

## Понятие цены
Определения понятия «цена» сильно зависят от того, какой экономической теории авторы отдают предпочтение:
- Денежное выражение стоимости;
- Денежное выражение ценности товара (услуги) при экономическом обмене;
- Денежное выражение системы ценообразующих факторов;
- Количество денег (товаров, услуг), за которое продавец готов продать, а покупатель готов купить 1 единицу товара (услуги);
- Один из элементов рынка (наряду со спросом, предложением и конкуренцией);
- Инструмент рыночной конкуренции;
- Характеристика товара на рынке;
- Цена вещи или услуги складывается из зарплат какой-то цепочки работников. В цене нет никаких иных слагаемых, кроме зарплаты[2].

## Ценообразование
Ценообразование — процесс определения цены товара, по которой товар выставляется на продажу. Ценообразование обычно производится как целенаправленная деятельность по определённым процедурам и принятым подходам в соответствие с рыночными закономерностями. Размер установленной цены влияет на дальнейшую бизнес-стратегию. Так, установление высокой цены приводит к необходимости дополнительных затрат на продвижение товара, а низкая цена сама стимулирует покупателей к покупке дешёвого товара.
На ценообразование влияют различные факторы, такие как сегментное расслоение рынка, направления и интенсивность активности конкурентов, субъективные оценки бизнес-продуктов потребителями, и т. п. Выделяют следующие ценообразующие факторы:
- Затраты;
- Ценность товара (услуги);
- Спрос и его эластичность;
- Конкуренция;
- Государственное влияние.

### Концепции ценообразования
Выделяют два основных подхода к ценообразованию: затратный и ценностный.
Затратный подход объединяет группу методов ценообразования, принимающих в качестве отправной точки фактические затраты фирмы на производство и организацию сбыта товара. В рамках затратного подхода выделяют определённые методы расчёта цен, а сами цены, определённые таким образом, получили название — «цены с ориентацией на издержки».
В этой группе методов расчёта цен выделяют:
1. Прайсинговые методы — в основе лежит принцип «издержки плюс прибыль». В качестве издержек могут использоваться полные, усреднённые, предельные, стандартные или нормативные затраты (полные, усреднённые, предельные затраты связаны с реальным производством; стандартные и нормативные оторваны от производства фирмы, они приняты при нормальных условиях производства — используются, когда нужно ограничить издержки). В качестве прибыли чаще всего берут среднеотраслевую, если иное не определено законодательством (идёт «накидка» на издержки) — есть товары, на которые «накидка» регулируется. Но существуют и другие методы определения прибыли — например, целевая прибыль. Если какое-то предприятие в силу определённой ситуации на рынке может воздействовать на цену (убедить или заставить рынок), то тогда оно может задавать прибыль (по модели «точки безубыточности»).
2. Методы поэлементного расчёта цен. Когда используются эти методы, делается расчёт основных категорий затрат (например, прямые расходы на материалы, на заработную плату), а все другие категории затрат рассчитываются в процентах от основных показателей (выбирается показатель самый надёжный или более жёстко связанный с объёмом производства).
3. Методы, основанные на установлении фиксированной цены. Эти методы используют, когда существуют стандартные цены (например, в случае стандартной продукции — массового, поточного производства). Работа с фиксированными ценами предусматривает возможность их изменения. Существуют различные методы, наиболее распространённый — корректировка по скользящей шкале. Основой для шкалы может быть, например, изменение стоимости валюты или наступление определённого события (например, инфляция). Особенность метода заключается в том, что порядок пересчёта должен быть отражён в договоре.

Ценностное ценообразование — установление цен таким образом, чтобы это обеспечивало фирме получение большей прибыли за счёт достижения выгодного для неё соотношения «ценность товара / затраты на товар». В рамках ценностного ценообразования формируются цены с ориентацией на спрос. Наиболее известный метод — метод установления цены на основе ощущаемой ценности товара. Один из методов реализации этого метода ценообразования — это магазины без цен (например, антикварные магазины, скопление магазинов для туристов). На практике сложность этого метода упирается в уровень квалификации продавцов. Процесс торга — основной процесс при данном методе.

Пассивное ценообразование основано на анализе цен конкурентов на аналогичный товар (этот подход не относится ни к ценностному, ни к затратному подходу, см. также финансовый бенчмарк). В рамках пассивного ценообразования принято выделять цены с ориентацией на конкуренцию, например, метод установления цен на уровне существующих на аналогичные товары. В качестве ведущей может быть цена товара-лидера, цена среднеотраслевая.

## Виды цен

### Розничная цена
Розничной называется цена, которая устанавливается на товар, продаваемый в личное потребление в малых количествах. В соответствии с государственным стандартом ГОСТ Р 51303-99 розничная цена определена как цена товара, реализуемого непосредственно населению для личного, семейного, домашнего использования по договору розничной купли-продажи. Розничные цены включают издержки производства и обращения, прибыль предприятий, налоги и складываются с учётом ситуации на рынке.

### Оптовая цена
Оптовой называется цена, которая устанавливается на товар, продаваемый крупными партиями (оптом). В соответствии с ГОСТ Р 51303-99 оптовая цена определена как цена товара, реализуемого продавцом или поставщиком покупателю с целью его последующей перепродажи или профессионального использования.

### Закупочная цена
Закупочная цена — вид оптовой цены, применяемый при закупках сельскохозяйственной продукции государством на внутреннем рынке. Закупочные цены дифференцируются в зависимости от качества продукции и с учётом географической сегментации рынка. В соответствии с ГОСТ Р 51303-99 закупочная цена определена как цена сельскохозяйственной продукции, закупаемой заготовителями у производителей по договорам контрактации.

### Скользящая цена
Скользящая цена (англ. sliding price, escalator price) — цена, устанавливаемая в торговых сделках на изделия с длительным сроком изготовления и позволяющая учитывать изменения в издержках производства за весь период. В таких случаях цена не устанавливается твёрдо, а рассчитывается по принципу скольжения, то есть изменяется в соответствии с изменением величины расходов, издержек производства в течение всего периода времени изготовления продукции. Основывается на понятии базисной цены.

## Отрицательная цена
Отрицательная цена — количество денег, которые продавец готов передать покупателю вместе с продаваемой единицей товара.
Встречается на рынке электроэнергии в странах, широко использующих возобновляемые источники энергии (солнечную и ветровую), в условиях возникновения кратковременного переизбытка производства электроэнергии над спросом и трудности снизить объём производства. Суммарная продолжительность промежутков времени с отрицательными ценами на электроэнергию в разных странах составляет от десятков до сотен часов за год.
Отрицательная цена встречалась на нефтяном рынке США в 2020 году.